# 다산 플루리움
다산 플루리움은 대한민국 경기도 남양주시 다산동에 위치한 아파트 단지이다.

## 역사
대한민국 경기도 남양주시 다산동에 위치한 수도권 단일 최대 아파트 단지다. 2021년 '부영 e그린타운'에서 '플루리움'으로 명칭을 변경했다.

## 단지 구성
이 아파트는 57개동으로 구성되어 있다.

## 연혁
- 1998년 1차, 2차 착공
- 1999년 3차, 4차 착공
- 2000년 1차 준공
- 2001년 2차, 3차 준공
- 2002년 4차 준공